# Airdrop (криптовалюта)
Airdrop (эйрдроп) — незапрошенное распределение токена или монеты криптовалюты, обычно бесплатно, на множество адресов кошельков. Эйрдропы часто связаны с запуском новой криптовалюты или протокола DeFi, в первую очередь как способ привлечения внимания и новых последователей, что приводит к увеличению числа пользователей и более широкому распределению монет. Эйрдропы стали более важны при первичном размещении криптомонет (англ. ICO) с тех пор, как предприниматели в области криптовалют начали проводить частные продажи вместо публичных предложений для привлечения начального капитала. Одним из таких примеров стал эйрдроп компании Omise, которая раздала пять процентов своей криптовалюты OmiseGO держателям Ethereum в сентябре 2017 года.
Эйрдропы нацелены на использование сетевого эффекта, привлекая существующих держателей конкретной блокчейн-валюты, такой как Bitcoin или Ethereum, в свою валюту или проект. В США эта практика вызвала вопросы в области налоговой ответственности и определения, являются ли эти эйрдропы доходом или капитальными выигрышами.